# Camp (phong cách)
Camp là một phong cách và cảm nhận thẩm mỹ, cho rằng điều gì đó hấp dẫn bởi gu thẩm mỹ dở tệ và giá trị châm biếm của nó. Mỹ học của camp phá tan các khái niệm của chủ nghĩa hiện đại về cái gì được coi là nghệ thuật và những gì có thể được phân vào nghệ thuật cao cấp, bằng cách đi ngược lại những thuộc tính nghệ thuật như vẻ đẹp, giá trị và gu thẩm mỹ bằng cách tiếp nhận kiểu thấu hiểu và tiêu thụ mới.
Camp cũng có thể là một lối sống và được sử dụng như một phong cách và lối trình diễn cho một số hình thức giải trí bao gồm phim truyện, cabaret (một loại hình giải trí trong các quán rượu) và kịch pantomime. Trong khi nghệ thuật cao cấp đòi hỏi vẻ đẹp và giá trị, camp cần sự táo bạo, sống động và sôi nổi. "Mỹ học của camp coi cái xấc xược là lý thú". Camp đi ngược với sự thỏa mãn và kiếm tìm sự thách thức.
Nghệ thuật camp có liên quan - và thường bị nhầm với — kitsch (phong cách nghệ thuật có xu hướng "mauvais goût", giả nghệ thuật, hình thành dựa vào việc sử dụng một cách cực đoan những yếu tố lỗi thời, lòe loẹt, cường điệu), và những thứ mang vẻ ngoài của camp cũng có thể miêu tả là "sến". Khi cách dùng từ này xuất hiện năm 1909, nó thể hiện hành vi "phô trương, phóng đại, màu mè, điệu bộ" hoặc "ẻo lả", và khi đến giữa thập kỷ 1970, camp được định nghĩa trong bản đại học của Từ điển Thế giới Mới Webster là "sáo rỗng, tầm thường, xảo trá [và] phô trương ... quá đáng để gây cười hoặc có vẻ hấp dẫn tinh tế một cách trái khoáy". Bài tiểu luận Notes on "Camp" (1964) của nhà văn người Mỹ, Susan Sontag, nhấn mạnh các yếu tố chính của camp là: "sự xảo trá, sự phù phiếm, sự kiêu kỳ bộ tịch nhẹ dạ của tầng lớp trung lưu, và sự quá lố tới chướng mắt".

## Nguồn gốc và phát triển

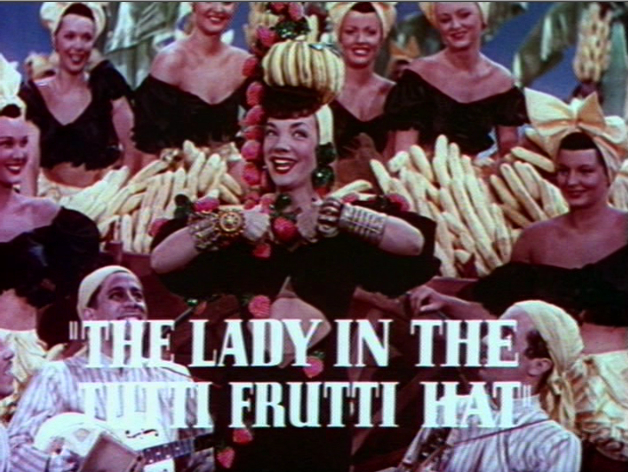
Carmen Miranda trong trailer bộ phim The Gang's All Here (1943)

### Âm nhạc

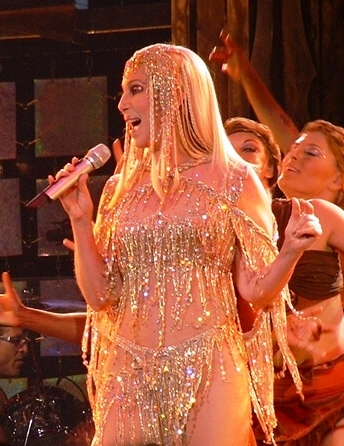
Cher biểu diễn trong chuyến lưu diễn Live Proof: The Farewell Tour

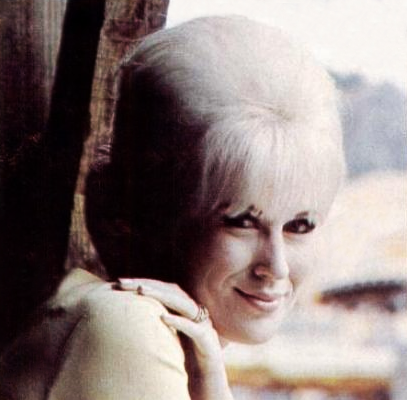
Dusty Springfield vào năm 1966